# Delphyre varians
Delphyre varians là một loài bướm đêm thuộc phân họ Arctiinae, họ Erebidae.